# An Ngãi Tây
An Ngãi Tây là một xã thuộc huyện Ba Tri, tỉnh Bến Tre, Việt Nam.
Xã An Ngãi Tây có diện tích 14,52 km², dân số năm 1999 là 6.586 người, mật độ dân số đạt 454 người/km².